# Virecourt
Virecourt is een gemeente in het Franse departement Meurthe-et-Moselle (regio Grand Est) en telt 446 inwoners (2004). De plaats maakt deel uit van het arrondissement Lunéville.

## Geografie
De oppervlakte van Virecourt bedraagt 5,1 km², de bevolkingsdichtheid is 87,5 inwoners per km².
De onderstaande kaart toont de ligging van Virecourt met de belangrijkste infrastructuur en aangrenzende gemeenten.

## Demografie
Onderstaande figuur toont het verloop van het inwonertal (bron: INSEE-tellingen).